# Buckcherry (álbum)
Buckcherry es el álbum debut de la banda de rock estadounidense Buckcherry. Se lanzó al mercado el 6 de abril de 1999 bajo el sello discográfico Dreamworks Records. Se extrajeron cuatro sencillos del álbum: "Lit Up", "For the Movies", "Dead Again" y "Check Your Head". El álbum fue certificado oro por la RIAA en 2006.

## Lista de canciones
Todas las canciones compuestas por Buckcherry
1. «Lit Up» – 3:35
2. «Crushed» – 3:40
3. «Dead Again» – 3:24
4. «Check Your Head» – 4:32
5. «Dirty Mind» – 5:00
6. «For the Movies» – 4:34
7. «Lawless and Lulu» – 4:08
8. «Related» – 3:28
9. «Borderline» – 4:26
10. «Get Back» – 3:08
11. «Baby» – 4:27
12. «Drink the Water» – 4:18

## Disco 2
Reedición especial 11/21/2006 CD
1. «Lit Up» (video)
2. «For the Movies» (video)
3. «Check Your Head» (video)
4. «Dead Again» (video)
5. «Crushed» (directo) (video)
6. «Check Your Head» (directo) (video)
7. «For the Movies» (Alternate version) (video)
8. «Late Nights in Voodoo»
9. «Fastback 69»
10. «Lit Up» (directo)

## Personal
- Greg Archilla – mezclas
- David Bianco – productor, ingeniero de sonido
- Chris Bilheimer – dirección artística
- Bruce Bouillet – ingeniero de sonido
- Jonathan "J.B." Brightman – bajo
- Buckcherry – productor
- Kim Bullard – teclados
- Jason Corsaro – mezclas
- Joseph Cultice – fotografía
- Terry Dale – productor, ingeniero de sonido, mezclas
- Terry Date – productor
- Steve Durkee – programación, ingeniero de sonido, asistente de ingeniero
- Devon Glenn – percusión, batería
- Kristin Hambsch – director creativo
- Ted Jensen – masterización
- Steve Jones – guitarra y coros
- Steve Mixdorf – asistente de ingeniero
- Keith Nelson – guitarra
- Scott Olson – programación, ingeniero
- Josh Todd – voz
- Cameron Webb – ingeniero asistente, asistente de mezcla
- Ulrich Wild – programación, ingeniero